# Proteom
A proteom egy genom, sejt, szövet vagy szervezet által adott időben, meghatározott feltételek között kifejezett fehérjék (és peptidek) összessége.
A kifejezést különböző biológiai rendszerekre alkalmazták. A celluláris proteom egy adott sejttípusban bizonyos környezeti feltételek mellett (például hormonstimuláció alatt) megtalálható fehérjék összessége. Hasznos lehet egy szervezet teljes proteomját tekinteni, ami felfogható a szervezet celluláris proteomjai összességeként. A teljes proteom nagyjából a genom ekvivalense fehérjéket tekintve. A proteom kifejezést használhatják bizonyos sejt alatti biológia rendszerek fehérjéinek összességére is. Például egy vírus fehérjéit nevezhetjük virális proteomnak.

## Története
Marc Wilkins genetikus kutató használta először a „proteom” kifejezést egy 1994-es, Sienában tartott, "2D Electrophoresis: from protein maps to genomes" című szimpóziumon. Nyomtatásban először 1995-ben jelent meg, Wilkins PhD-dolgozatában. Wilkins a kifejezést már az „egy genom által, sejtben, szövetben vagy szervezetben kifejeződő fehérjék összessége” értelemben használta.

## Mérete és tartalma
A proteom, főleg az eukariótáké, nagyobb méretű a genomnál, ha azt tekintjük, hogy jóval több fehérje van, mint gén. Ennek okai a gének alternatív hasítása (alternatív splicing) és egyes transzláció utáni módosítások, mint a glikolizáció vagy foszforiláció.
A proteom ráadásul még legalább két bonyolultsági szintet tartalmaz a genomhoz képest. Míg a genomot meghatározza a nukleotidok sorrendje, a proteom nem tekinthető egyszerűen a jelen lévő fehérjék aminosav-szekvenciái összegének. A proteom ismerete feltételezi (1) a fehérjeszerkezet ismeretét és (2) a fehérjék közötti funkcionális kölcsönhatások ismeretét.

## A proteom vizsgálata
A proteomika, a proteom vizsgálatával foglalkozó tudományág fő vizsgálati módszere a fehérjék kétdimenziós gélelektroforézissel történő szétválasztása. Az első dimenzióban a fehérjéket izoelektromos fókuszálással töltésük alapján választják szét. A második dimenzióban a fehérjéket az SDS-PAGE gélelektroforézissel molekulatömegük alapján választják szét. A gélt ezüsttel vagy trifenilmetán alapú Coomassie Brilliant Blue festékkel festik meg a fehérjék láthatóvá tételére. A gélen látható foltok meghatározott helyekre vándorló fehérjéket jeleznek.
A tömegspektrométer nagyban megnövelte a proteomika teljesítőképességét. A peptidtérképezés (peptidujjlenyomat-készítés) során egy fehérjét részlegesen hidrolizálnak, majd a nyert peptidszakaszokat tömegük alapján szekvencia-adatbázisból keresik ki. A tandem tömegspektrometria az egyes peptideket elkülönítve semleges gázban ütközteti, majd a kapott töredék ionokat katalogizálja (prekurzorion-keresés).